# Bucklandiella macounii
Bucklandiella macounii (Syn.: Racomitrium macounii Kindb., deutsch Macoun-Zackenmützenmoos) ist eine Laubmoos-Art aus der Familie Grimmiaceae.

## Merkmale
Die mittelgroßen Moospflanzen bilden lockere bis dichte, rötlich grüne, olivgrüne bis bräunliche, im inneren rotbraune bis schwärzliche Polster oder Rasen. Die niederliegenden bis aufrechten, bis etwa 6 Zentimeter langen Stämmchen sind einfach oder wenig verzweigt. Die Blätter sind trocken aufrecht-anliegend, gerade bis deutlich verdreht, feucht aufrecht abstehend bis abstehend, schmal lanzettlich, etwa 0,5 bis 0,8 Millimeter breit und 2,2 bis 3 Millimeter lang und allmählich in die Spitze verschmälert. Sie tragen gewöhnlich eine kurze, bis 0,2 mm lange, steife, länglich runde, rötlich oder gelblich hyaline, stachelspitzige, nicht herablaufende Glasspitze. Die Blattränder sind zumindest auf einer Seite zurückgebogen und im mittleren und oberen Blattbereich in den äußeren zwei bis vier Zellreihen zwei-, manchmal dreizellschichtig.
Die robuste, auf der Unterseite konvexe Rippe reicht bis zur Blattspitze. Im unteren Teil ist sie 60 bis 100 (150) µm breit, vierzellschichtig, ventral (oberseitig) mit 3 bis 6 größeren Zellen; im oberen Teil 40 bis 70 µm breit, drei- oder vierzellschichtig, mit (2) 3 bis 5 Zellen an der Oberseite.
Die Laminazellen sind an der Blattbasis rechteckig und haben knotig verdickte Wände, im mittleren Blattbereich sind sie unregelmäßig isodiametrisch bis kurz-rechteckig. Blattflügelzellen sind nicht besonders differenziert. Der basale Blattrand weist 15 bis 40 kurze, mehr oder weniger deutlich durchsichtige, nicht oder wenig buchtige Zellen auf.
Die braune Seta ist 4 bis 7 Millimeter lang, die ebenfalls braune Kapsel leicht glänzend und eiförmig-zylindrisch, der Deckel konvex-konisch bis kurz geschnäbelt. Die lanzettlichen Peristomzähne sind 330 bis 450 µm lang und aus einer ziemlich kurzen Basalmembran unregelmäßig in ein bis drei Äste aufgeteilt oder perforiert bis ungeteilt. Sporen sind 12 bis 14 µm groß.

## Unterarten
Von Bucklandiella macounii gibt es zwei Unterarten:
- Bucklandiella macounii (Kindb.) Bednarek-Ochyra & Ochyra subsp. macounii: Pflanzen ziemlich kräftig, mit bis 0,1 Millimeter langer und stark stacheliger Glasspitze, an der Basis breiterer (80 µm und mehr) Rippe, Peristomzähne bis 330 µm lang.

- Bucklandiella macounii subsp. alpina (E.Lawton) Bednarek-Ochyra & Ochyra: weniger kräftige Pflanzen, Glasspitze bis 0,2 Millimeter lang und mäßig stachelig, Rippe an der Basis schmäler (60 bis 85 µm), Peristomzähne 380 bis 450 µm lang.

## Standortansprüche und Verbreitung
Das Moos wächst in montanen bis subalpinen Höhenlagen auf kalkfreiem bis schwach kalkhaltigem Gestein in und entlang von Bächen, an Wasserfällen und in Schneetälchen, weiters auf nassem tundraähnlichem Brachland oder manchmal auf sandigen Lehm.
Vorkommen gibt es in Europa, Nordamerika und in Teilen von Asien (Nordost-Türkei, Japan). In Deutschland, Österreich und der Schweiz sind die Vorkommen auf die Alpen beschränkt, in Deutschland ist es extrem selten.